# 白土乡 (重庆市)
白土乡，是中华人民共和国重庆市黔江区下辖的一个乡镇级行政单位。

## 行政区划
白土乡下辖以下地区：
白土村、凉洞村、安堡村、三塘村和金塘村。